# Sisyrophanus neavei
Sisyrophanus neavei är en tvåvingeart som beskrevs av Mario Bezzi 1924. Sisyrophanus neavei ingår i släktet Sisyrophanus och familjen svävflugor. Inga underarter finns listade i Catalogue of Life.